# Pediopsoides medeia
Pediopsoides medeia är en insektsart som beskrevs av Rauno E. Linnavuori 1978. Pediopsoides medeia ingår i släktet Pediopsoides och familjen dvärgstritar. Inga underarter finns listade i Catalogue of Life.